# Bitboys
Bitboys Oy war ein finnisches Unternehmen mit Sitz in Noormarkku, das sich mit der Entwicklung von 3D-Grafikchips für den PC- und Mobilbereich (PDAs, Handys usw.) befasste. Das Unternehmen wurde im Jahr 1991 gegründet und beschäftigte seither einige Mitglieder der Future Crew. Am 2. Mai 2006 wurde die Firma von ATI für 44 Mio. US-Dollar übernommen und sollte den Kern eines neuen europäischen Entwicklungszentrums für Mobilchips bilden.
Anfänglich entwickelte Bitboys 3D-Grafikchips für den PC-Bereich, die aber aus unterschiedlichen Gründen keine Serienreife erreichten. Nach diesen Fehlschlägen konzentrierte man sich im Jahr 2000 auf den Mobilbereich, allerdings wurde auch dort kein Produkt zur Serienreife gebracht. Wegen der vielen Produktankündigungen und -absagen ist Bitboys ein Inbegriff für Vaporware.

## Unternehmensgeschichte

### Pyramid3D
Erstes Projekt von Bitboys Oy war der 3D-Chip Pyramid3D, der 1996 für das in Singapur ansässige Unternehmen TriTech entwickelt wurde. Der Chip war für die damalige Zeit sehr fortschrittlich und sollte sowohl in der Leistung als auch im Funktionsumfang den damaligen Marktführer 3dfx und dessen Voodoo Graphics weit übertreffen. So besaß der Pyramid3D bereits programmierbare Geometrie- und Pixeleinheiten, die erst Jahre später als Pixel- und Vertexshader von anderen Firmen in ihre Chips integriert wurden. Obwohl es bereits funktionierende Prototypen des Grafikchips und auch entsprechende Grafikkarten gab, kam der Chip nicht auf den Markt, da TriTech keine Abnehmer für Chips fand und später in Konkurs ging.

### Erster Glaze3D
Die erste Version des Glaze3D wurde 15. Mai 1998 für Ende 1999 angekündigt und sollte ein Grafikchip werden, der deutlich leistungsfähiger als entsprechende Konkurrenzprodukte sein sollte. Erreichen wollte man dies vor allem durch den Einsatz von Rambus-Speicher mit einem mehrkanaligen Speicherinterface. Die Programmierfähigkeit des Pyramid3D ging allerdings verloren. Wegen anhaltender Verzögerungen in der Entwicklung und der Markteinführung der Nvidia GeForce im Herbst 1999 entschied man sich bei Bitboys, den Chip nicht mehr auf den Markt zu bringen und stattdessen eine überarbeitete Version anzubieten.

### Zweiter Glaze3D
Diese zweite Version wurde im Oktober 1999 für die erste Hälfte des Jahres 2000 angekündigt. Die Anzahl der Render-Pipelines wurde verdoppelt und das Speicherinterface überarbeitet. Außerdem sollte der Chip Multi-GPU-fähig werden, um so gewisse Performance-Nachteile ausgleichen zu können (vgl. dazu 3dfx VSA-100). Geplant waren der Glaze3D 1200 mit einem Grafikchip, der Glaze3D 2400 mit zwei Grafikchips und der Glaze3D 4800 mit vier Grafikchips. Zusätzlich sollte es noch den programmierbaren Geometrie-Chip Thor geben, der dem Glaze3D T&L-Fähigkeit (und vermutlich auch darüber hinaus) verleihen sollte. Beim Speicherinterface wollte man mit Benutzung von eDRAM neue Wege gehen und bezeichnete das Ganze als Xtreme Bandwidth Architecture (XBA). Doch auch die zweite Version des Glaze3D wurde nie fertig, die Termine wurde immer wieder verschoben und aufgrund von Namensstreitigkeiten wurde der Name Glaze3D fallengelassen.

### Avalanche
Unter dem neuen Namen Avalanche wurde der nochmals überarbeitete Glaze3D im Jahr 2001 bekannt und für Anfang 2002 angekündigt. Zusätzlich zu den üblichen Verbesserungen (Speicherinterface) wurde diesmal auch die Unterstützung von Pixel- und Vertexshader entsprechend DirectX 8.1 integriert. Und im Gegensatz zu den vorhergehenden Glaze3D-Chips gab es diesmal sogar Ende 2001 lauffähige Prototypen. Trotzdem kam der Chip nicht auf den Markt, da Fertigungspartner Infineon Ende 2001 den Ausstieg aus der verlustbehafteten eDRAM-Fertigung bekannt gab. Und da Infineon diese Fertigung als einzige beherrschten, hatte Bitboys keine Fertigungspartner mehr und der Avalanche wurde ebenfalls fallen gelassen.

### Mobilchips
Nach diesen Misserfolgen kündigte man dann die Konzentration auf den Mobilbereich und damit die Entwicklung von 3D-Chips für PDAs, Handys und ähnliche Geräte an. Man konnte zwar mit NEC einen Lizenznehmer für einige Designs gewinnen, allerdings kam ebenfalls kein fertiges Produkt auf den Markt.

## Modelldaten
| Chipname        | Anzahl Grafikchips | Organisation der Renderpipelines & Textureinheiten | DirectX-Version | Shader-Modell              | Speicherinterface    | eDRAM | Sonstiges               |
| --------------- | ------------------ | -------------------------------------------------- | --------------- | -------------------------- | -------------------- | ----- | ----------------------- |
| Pyramid3D       | Einer              | 1x1                                                | -               | -                          | 64-Bit SDRAM         | -     | Entwickelt für TriTech  |
| Erster Glaze3D  | Einer              | 2x2                                                | 6               | -                          | Rambus (mehrkanalig) | -     | Geplant für Ende 1999   |
| Zweiter Glaze3D | Einer bis vier     | 4x2                                                | 7               | -                          | XBA                  | 9 MB  | Geplant für Mitte 2000  |
| Avalanche       | unbekannt          | 4x2                                                | 8.1             | Pixel- & Vertex-Shader 1.0 | XBA                  | 10 MB | Geplant für Anfang 2002 |